# Алмонд, Даррен
Да́ррен А́лмонд (англ. Darren James Almond; 30 октября 1971, Уиган, Англия) — современный британский художник.

## Образование
- 1993 Winchester School of Art, Великобритания

## Творчество
Работы Даррена Алмонда исследуют тему времени, места и памяти. Он использует различные медиа, чтобы показать ход времени. В 1995 году Алмонд провел свою первую персональную выставку в Лондоне, на которой была представлена единственная работа KN120. Инсталляция Даррена Алмонда «Если бы ты был рядом…» была номинирована на Премию Тернера в 2005 году. 

## Работы
- Видеоинсталляция «Произведение в реальном времени» (1996): проекция на стену выставочного зала изображение пустой мастерской художника.
- Видео «Освенцим, март 1997-го» (1997): черно-белая съемка навесов на остановках. Только из названия работы ясно, что они расположены у бывшего концлагеря.
- Видеоинсталляция «Если бы ты был рядом…» (2004). Художник осмысливает тему воспоминания и хрупкости человеческой жизни: бабушка смотрит на танцующую пару, скользящие по паркету ноги танцовщиков, фонтан и мельница.

## Персональные выставки
| - 2009 Darren Almond, Max Hetzler, Берлин - 2008 Moons of the Iapetus Ocean, White Cube, Лондон - 2008 Darren Almond: Fire Under Snow, Parasol Unit — Foundation for Contemporary Art, Лондон - 2008 Darren Almond: Galleri K, Норвегия - 2008 Darren Almond: SCAI The Bathhouse and Eye and Gyre, Япония - 2008 Nail to Nail, David Patton, Лос-Анджелес - 2007 Darren Almond, Galleria Alfonso Artiaco, Неаполь - 2007 Day Return, Centre for Contemporary Art Ujazdowski Castle, Варшава - 2007 Night and Fog, Galerie Max Hetzler, Берлин - 2007 In the Between, Musée d’art contemporain, Монреаль - 2007 Darren Almond, Matthew Marks Gallery, Нью-Йорк - 2007 Darren Almond, SITE Santa Fe, Санта-Фе - 2006 Day Return, Museum Folkwang, Эссен - 2006 Take Me Home, DA2 — Domus Artium 2002, Саламанка - 2005 Darren Almond, Alfonso Artiaco, Неаполь - 2005 Only Sound needs Echo and Dreads its Lack, Galerie Chantal Crousel, Париж | - 2005 Darren Almond, Matthew Marks Gallery, Нью-Йорк - 2005 Isolation, K21 Kunstsammlung Nordrhein-Westfalen, Дюссельдорф - 2004 Live Sentence, Lentos Kunstmuseum Linz, Линц - 2004 If I Had You, Galerie Max Hetzler, St. Johannes Evangelist Church, Берлин - 2004 Geisterbahn (1999), Passage du Désir BETC, Festival d’Automne, Париж - 2003 If I Had You, Fondazione Nicola Trussardi, Palazzo della Ragiona, Милан - 2003 Darren Almond, Galleri K, Осло - 2003 11 Miles…..from Safety, White Cube, Лондон - 2003 Nightvision, Sommer Contemporary Art, Тель-Авив - 2003 Darren Almond, Herzliya Museum of Art, Herzliya, Израиль - 2003 A, Galerie Max Hetzler, Берлин - 2002 A, National Theatre, Fourth Wall, South Bank, Лондон - 2002 At Speed, Darren Almond and Sarah Morris, Galerie Max Hetzler, Берлин - 2001 Night as Day, Tate Britain, Лондон - 2001 Coming Up For Air, Matthew Marks Gallery, Нью-Йорк | - 2001 Darren Almond, Kunsthalle Zürich, Zürich - 2001 Darren Almond, De Appel Foundation Centre for Contemporary Art, Amsterdam - 2001 Darren Almond, Galerie Max Hetzler, Berlin - 2001 Darren Almond, Galerie Max Hetzler, E-Werk, Abspannwerk Buchhändlerhof, Berlin - 2000 Transport Medium, Matthew Marks Gallery, New York - 2000 Geisterbahn, The Approach, London - 2000 Traction, Chisenhale Gallery, London - 1999 Galerie Max Hetzler, Berlin - 1999 Darren Almond, The Renaissance Society, University of Chicago, Chicago - 1997 Darren Almond, Institute of Contemporary Arts, commissioned by Toshiba Art & Innovation, London - 1997 Darren Almond, Jay Jopling / White Cube, London - 1995 KN120, Great Western Studios, London - 1991 Darren Almond, Crawford Art College, Cork |